# 吉尔·艾肯伯里
吉尔·艾肯伯里（英語：Jill Eikenberry，1947年1月21日—），美国女演员。曾获得金球奖剧情类剧集最佳女主角。